# Louis Sébastien Jacquet de Malzet
 (décembre 2007).
Louis Sébastien Jacquet de Malzet, né à Nancy en 1715 et décédé le 17 août 1800  à Vienne, était un prêtre séculier, inventeur et écrivain lorrain. Il a peut-être ses racines dans l'ancien village de Malzey situé entre Toul et Nancy. Il n'a pas eu l'occasion d'exercer sa fonction de prêtre car il a été bibliothécaire du Duc de lorraine et Duc de Bar François III Étienne (1709 † 1765). Il a suivi le départ du Duc qui est devenu ainsi François Ier du Saint-Empire  en Autriche. Des écrits attestent sa présence dans la capitale Autrichienne car il a été professeur d'histoire et de géographie à l'académie militaire de Vienne (Wien). Il  a été auparavant chanoine du collège Saint Jean à Varsovie.

## Découverte
Il aurait découvert les phénomènes électriques avant l'italien Volta comme l'électrophore. Avec cette invention admirable à Vienne il avait avoué de ne rien comprendre à cela et voici son explication : Quant à l’explication des phénomènes de l’Electrophore, il ne paraît pas jusqu’ici qu’on en ait encore donné une raison suffisante par les principes d’aucun des systèmes électriques connus; d’où je conclus que la science de l’électricité renferme encore quelque principe que nous ignorons.
Johann Strauss II aurait baptisé  une polka pour orchestre (opus 297) de ce nom.
Grâce aux contacts fréquents entre les cercles intellectuels à Milan et Vienne et avec Paris, l'électrophore atteint bientôt la France. Volta lui-même, en août 1775, avait commencé à adhérer aux "observations sur la physique" de Rozier par ses amis à Milan. En janvier 1776, le journal de Rozier publia un rapport sur la machine envoyée de Vienne par Louis Sébastien Jacquet de Malzet : La paternité de Volta été admise dans le titre lui-même. En même temps Sigaud de la Fond popularisait cela au cours de conférences en utilisant l'électrophore que nous avons déjà mentionnée.

## Sources
- Alain Petiot, Les Lorrains et l'Empire, Mémoire & Documents,  (ISBN 978-2914611374).